# Maxence Danet-Fauvel
Maxence Danet-Fauvel (Rouen, 27 giugno 1993) è un attore e modello francese famoso per aver interpretato il ruolo di Eliott Demaury nella serie televisiva Skam France.

## Biografia

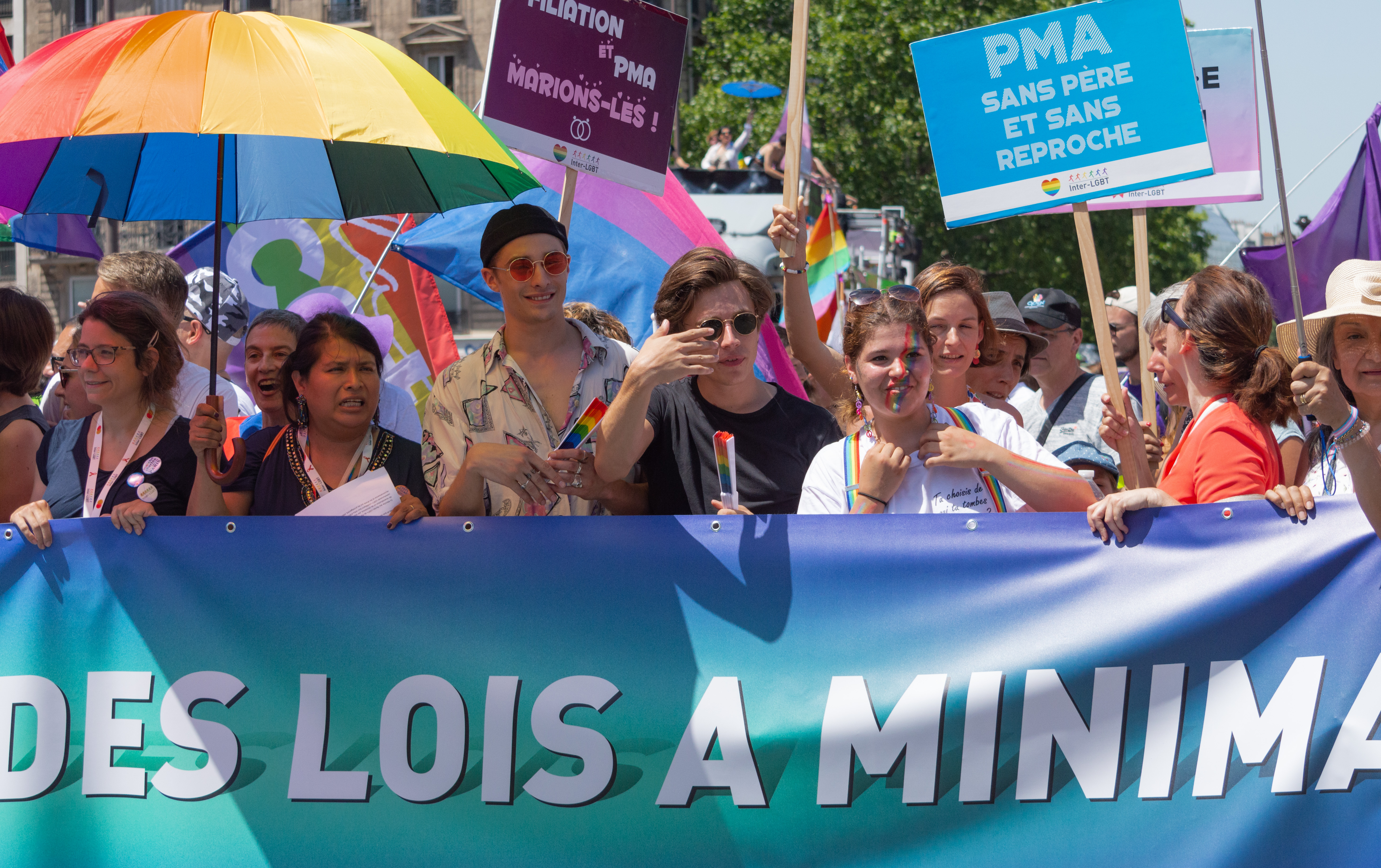
Danet-Fauvel, assieme ad Axel Auriant e Coline Preher al gay pride di Parigi 2019

Dal 2016 studia presso l'Actors Factory di Parigi e lavora come modello per l'agenzia francese Elite Model Management.
Nel 2017 compare nel video musicale del brano Invisible Self del duo francese Mist Canyon.
A partire da gennaio 2019 entra a fare parte del cast di Skam France, dove interpreta il ruolo di Eliott Demaury. La terza stagione della serie, dove Maxence è co-protagonista assieme ad Axel Auriant, ha vinto il premio OUT d'or 2019 ex aequo all'album Crave di Léonie Pernet. La cerimonia è stata organizzata dall'associazione dei giornalisti LGBT (AJLGBT) con il doppio scopo di mettere in evidenza personalità e opere a favore della comunità LGBT e promuovere la tolleranza. Danet-Fauvel eè stato inoltre, assieme ad Auriant, il padrino della gay pride parade di Parigi (conosciuta in Francia come Marche des Fiertés LGBT) del 2019.
Veste i panni di Lord Voldemort nel cortometraggio The House of Gaunt, fan film non ufficiale (e finanziato grazie a un crowdfunding) diretto da Joris Faucon Grimaud che esplora l'incontro tra Merope Gaunt e Tom Riddle Sr (in uscita a gennaio 2020). Inoltre, interpreta Hugo nel film Le diable au coeur.

## Filmografia
- Dessus Dessous (2017) - cortometraggio
- Disparaître ici (2019) - cortometraggio
- Police de Caractères (2020) - film televisivo
- The House of Gaunt (2020) - cortometraggio
- Le Diable au Coeur (2020) - film televisivo
- Skam France (2019-2020)
- Grand Hôtel (2020) - miniserie
- Il est Elle (2020) - film televisivo
- À L'Ouest (2020) - cortometraggio
- Les Combattantes (2022) - miniserie